# Drames rurals
Drames rurals (1902) és un recull de dotze contes de Víctor Català (Caterina Albert), cinc dels quals ja havien estat publicats individualment en la revista Joventut: "L'enveja", "L'explosió", "Agonia", "Idil·li xorc" i "La vella". En aquest últim, l'autora havia utilitzat com a subtítol el qualificatiu "drama rural", que dona títol al seu primer recull. Des de la seva publicació, el llibre tingué un gran ressò. La primera edició es va exhaurir ràpidament i, abans d'acabar el mateix any 1902, en va sorgir la segona edició, en què es van incloure "Els judicis crítics", signats per algunes de les persones del món de la literatura més representatives de l'època. Són contes plàsticament potents amb moltes dualitats presents. També s'hi fan moltes comparacions i són presents anticipacions al final del conte.

## Context
A la narrativa curta, els modernistes van utilitzar una gran diversitat d'estils i de tendències estètiques. A Drames rurals, Víctor Català va optar pel determinisme còsmic tràgicament intens. En canvi, a Les multituds, Raimon Casellas utilitzava el tractament monogràfic de l'enfrontament de l'individu amb la massa social. I això sense obviar propostes decadents, com les de Prudenci Bertrana, a Josafat, o Miquel de Palol, a Camí de llum, o bé satíriques i filles del costumisme, com L'auca del senyor Esteve, de Santiago Rusiñol. El modernisme va tenir un abast prou ampli per acollir narradors com Joaquim Ruyra (Marines i boscatges és del 1903), que va treballar els motius propis del moviment -com ara el tractament de la natura-, sovint amb formes clarament decadentistes i amb una capacitat de matís i una exigència formal inusitades.

## Prec
Com a pròleg del recull, la mateixa Víctor Català (Caterina Albert) va escriure un petit text en què avisa a l'escaienta damisel·la ciutadana, de posat senyorívol, la de cos esllanguit i rostre pàl·lid, la d'ulls somniadors i llavis tristos, que no llegeixi aquest llibre perquè és massa per a ella, que potser s'esglaiarà. És, clarament, un reclam per a totes aquelles dones de ciutat perquè, en llegir això, s'encuriosirien i començarien a llegir-lo àvidament.

## Contes que en formen part

### ElMet de les Conques
En què s'explica la vida d'un home que mai va ser educat emocionalment i troba refugi en la religió, imaginant-se Jesús que li parla i li ordena que faci una peregrinació. Finalment, quan torna de la peregrinació, cau dins un forat on mor agònicament dos dies després, sense ningú al seu costat.

### Idil·li xorc
Narra com aquest estrany i captivador idil·li de dos captaires (el Tit i la Laia) que, conversant i per necessitat de diners, acaben decidint casar-se. Un cop casats, en sortir de l'església, el poble comença a apedregar-los amb tan mala sort que maten el Tit. Aquest relat mostra la brutalitat de la massa contra la individuallitat, que rebutja una situació tan atípica. Un aspecte destacable és la descripció de la massa de captaires a l'inici dels relats, on se'ls mostra com éssers desfigurats i quasi inhumans.

### Parricidi
La Lena està casada amb el Felet i tenen un fill, el Titet. Una nit en què el Felet se'n va a emborratxar-se a la taverna, la Lena rep la visita d'un dels seus amants que, gelós de veure-la amb un altre, l'assassina cruelment estrangulant-la. En fugir per la finestra, un tros de la seva butxaca queda enganxat al marc. El Felet arriba begut i sense adonar-se de res, s'adorm al costat del cadàver en un bassal de sang. L'endemà el nen surt al carrer i fa que les veïnes entrin a la casa a veure què passa. Descobreixen el cadàver de la Lena al costat del Felet adormit. El desperten i ell no entén què passa. Mentrestant, el Titet es guarda el tros de butxaca que hi havia a la finestra per jugar. El Felet no es recorda de res i és portat a la presó.

### Daltabaix
L'avi Palau és un vell que mai ha mogut un dit en sa vida; cada dia, surt a prendre el sol o a gandulejar al pedrís de casa seva, sense cap més preocupació que la d'inhalar el rapè que guarda a la pitrera o la de llegir un llibrot de faules. Viu en un poblet dividit per un torrent en dues meitats, el barri de Baix, que s'estén davallat cap a la plana, i el barri de Dalt, que s'escampa per dalt de la muntanya.
La seva solitud, i la de la casa, només es veu trencada per la companyia dels seus dos fills; en Quim, el menor, i el primogènit, un xicot violent, geniüt i antipàtic que s'ha guanyat el sobrenom de Verí, ja que el tenen per foll a causa dels escàndols que protagonitza. Curiosament, el seu comportament canvia només davant de son pare cap a una estranya tranquil·litat dòcil. Tots dos treballen intensament realitzant feines del camp mentre el seu pare jeu despreocupat al pòrtic de la casa.
Un dia, la família sembla desaparèixer; els veïns, estranyats, només creuen que han anat a fer testament, però, en tornar, la família consta d'un nou membre, la Doloretes, esposa d'en Verí. La situació per a ella, previsiblement, comença a anar de mal a pitjor; el seu aspecte és cada vegada més malaltís, com el del seu nadó, i és obligada a servir tota la família com una esclava. Òrfena com era, i sense conèixer ningú al poble, la Doloretes es veu atrapada en el més negre dels futurs.
Quatre anys després, res no havia canviat; el fillet de la Doleretes, en Llombric, com l'havia anomenat el seu avi, es trobava jugant tranquil i el seu oncle Quim tallava llenya com sempre; l'avi, gandul com era, llegia el mateix llibre per enèsima vegada i en Verí havia anat a buscar una carreta per posar a prova la resistència d'una mula que s'havia comprat. Quan va tornar, en Verí va comprovar que la compra de la mula havia estat tot un frau, ja que aquesta no es movia ni un pam per moure la carreta, així que, colèric i rabiós, va encendre unes escombres i, amb les flames, va cremar al dessota de l'animal que, boig de dolor, va arrencar a córrer sense orientació, portant arrere en Verí i arrossegant-lo per tot lloc on passava. Durant el tràgic incident, en Llombric és atropellat pel carro i l'avi rep un fort cop, i finen, més tard o més d'hora, tots dos. Finalment, el carro es despenya pel barranc deixant enrere la mort de tres membres de la família Palau: en Verí, el seu fill i l'avi. En Quim decideix fer fora la Doloretes que, desconsolada, es reserva a una vida de trista mendicitat.

### El pastor
El Ton és un pagès que estima el seu camp més que la seva dona o la seva neboda. Dedica tota la seva vida a aquest i en té molta cura. Però, un bon dia, es troba el camp destrossat per un ramat. El Ton decideix parar-li una trampa al ramat i al pastor deixant pel camp unes figues amb hams dins. Havia estat el ramat del Nasi, un pastor cruel, que enfurismat per la mort del seu gos, el Moro, es dedica a destrossar els camps dels pagesos. El Nasi, en descobrir les seves ovelles ferides per les figues del Ton, decideix esperar el pagès. Quan el Nasi i el Ton es troben, es barallen i el Nasi acaba matant el Ton i llençant-lo al riu cordat a unes pedres.

### La vella
La fadrina de can Manyo és una vella paralítica que es va quedar així per un atac de feridura que li va agafar un bon dia. La vella, incapacitada de per vida, és ignorada per la família, que la veu com una càrrega inservible. Un dia, quan tothom és treballant lluny d'allà, es cala foc a la casa amb la vella a dins, incapaç de moure's ni de demanar auxili. En arribar la família a la casa, només es van preocupar dels animals que havien sortit corrent, més que per la vella.

### L'empelt
L'avi Ordis havia estat casat amb la seva dona i tenien un fill, a qui tothom anomenava el Noi d'Ordis. La dona es va morir i l'avi va tenir una aventura amb una dona de mala reputació, amb què malauradament va tenir un fill, el Petit d'Ordis. No s'assemblaven en res, el Petit d'Ordis era una mala ànima, que havia estat denunciat sovint i va ser a presó. El Noi d'Ordis era treballador, bona persona i molt apreciat pel poble. Una nit, després que el Noi d'Ordis rebés un avís per part del "sereno" del poble que li rondava un lladre per casa, el Noi vigilava la casa amb una escopeta. El lladre va resultar ser el Petit, a qui el seu germà no va poder castigar perquè eren fills del mateix pare.

### Agonia
La dona del Minguet, la Bel, confessa al seu marit a punt de morir-se que es va quedar embarassada d'un altre home, el metge que l'atén, el senyor Ramon. Aquest fill és l'hereu, mentre que el fill petit, que sí que és del Minguet, es va morir. A més a més, el fill que va tenir amb el senyor Ramon va gaudir sempre de tots els privilegis, com el de no fer el servei militar. Aquesta revelació provocarà un fort trasbals a en Minguet, puix que descobrirà que ha estat víctima d'un engany al llarg de tota la vida. La Bel, en el seu últim alè, li fa prometre al Minguet que la perdonarà a ella i al senyor Ramon.

### Ombres
La Maleneta i la Rita són dues cosines que s'estimen molt, però que, amb el pas del temps, s'han de separar per a formar les seves respectives famílies. La Rita es casarà amb el Geniset i la Maleneta amb un hereu. Passen els anys i, un bon dia, la Maleneta arribarà a la casa de la Rita, plorant i demanant un llit per dormir. La Rita i el Geniset pregunten què li ha passat i el Geniset va a veure l'hereu, però cap dels dos donarà cap resposta. La cosina de la Maleneta i el seu marit la convencen perquè torni a casa seva, però al cap d'una setmana la Maleneta torna molt pitjor que abans. El metge la va a veure i el seu diagnòstic és que la Maleneta està boja. Mai se sabrà què va passar amb la Maleneta i el seu marit, perquè aquest se'n va a viure a l'Argentina amb el seu fill.

### L'explosió
En Peret i la Quimeta són una parella feliç. Ell ha canviat últimament de caràcter; ara és més tossut, més neguitós i no deixa de parlar sobre idees anarquistes, això és perquè es relaciona amb un grup de gent anarquista i hi va a les xerrades. La Quimeta està preocupada pel seu marit i l'intenta convèncer perquè recuperi el seu treball anterior, a ca l'Eladi. Ell s'hi nega. Una tarda, sense que el seu marit ho sàpiga, la Quimeta va a ca l'Eladi perquè li torni el treball al seu marit, mentrestant el Peret decideix posar-hi una bomba al taller del senyor Eladi. Quan s'adona que la seva dona és a dintre, és massa tard.

### Nochebuena
La Màxima és una vella de quasi vuitanta anys i és molt amiga d'altres dues velles del poble, la Marcona i la Mariagneta. Com cada diumenge, fan una partida de cartes a ca la Marcona. Aquell diumenge és la Nit de Nadal i la Màxima adorm la seva gata per poder anar-se'n tranquil·la a la partida. De camí cap a ca la Marcona, es creua amb el Pere Anton, un gandul del poble. En tornar de la partida que es convertí en una festa grossa de tot el poble, la Màxima es troba amb el Pere Anton a casa seva, que intentava robar-li els diners que guarda sota el matalàs. El Pere Anton, en ser descobert, acaba asfixiant la Màxima sota el seu matalàs.

### L'enveja
Es narra la desesperació d'una parella que no poden tenir fills després de deu anys de casats (cosa que els fa ser anomenats Forros per la resta del poble) i el desencís que tenen al llarg dels anys en veure que la seva relació no dona el fruit tan desitjat. Finalment, la dona sent un enorme deler de menjar magranes, cosa que la fa adonar-se que està embarassada.